# Barilius bakeri
Barilius bakeri är en fiskart som beskrevs av Day, 1865. Barilius bakeri ingår i släktet Barilius och familjen karpfiskar. IUCN kategoriserar arten globalt som livskraftig. Inga underarter finns listade.

## Bildgalleri

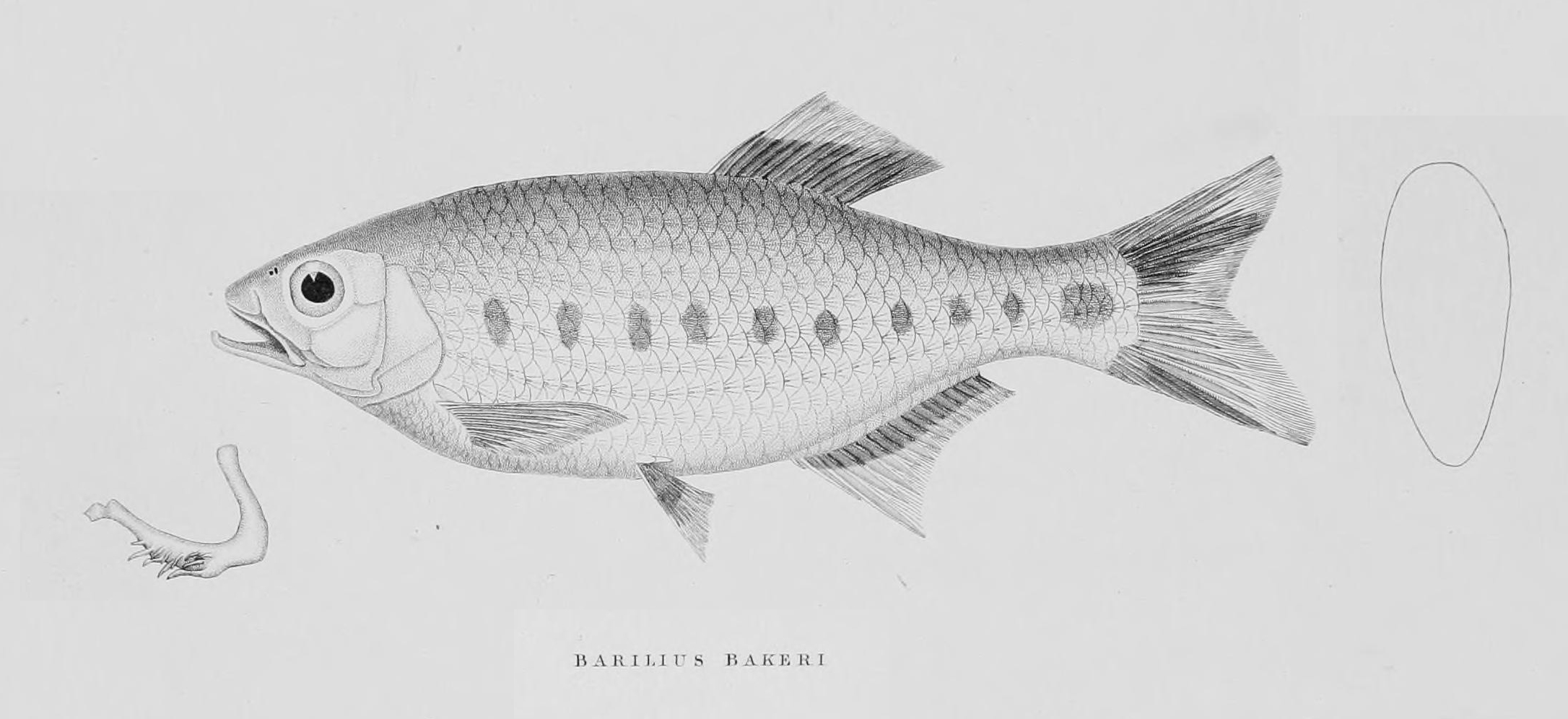